# Auguste-Henri Forel
Auguste-Henri Forel (Morges, 1 de setembro de 1848 — Yvorne, 27 de julho de 1931) foi um psiquiatra e entomologista suíço.
Descreveu a origem do nervo auditivo no encéfalo, estudou o hipnotismo, fundou a psiquiatria legal. Foi um interessado e estudioso pelo mundo das formigas. Seu livro sobre a questão sexual teve repercussão internacional. Combateu o alcoolismo, fundou instituições de extensão universitária e atuou como pacifista.
Auguste Forel ilustrou a cédula de 1000 francos.

## Abreviatura
A abreviatura Forel é empregada para indicar Auguste Forel como autoridade na descrição e classificação científica em zoologia.

## Obras
- Les fourmis de la Suisse (As formigas da Suíça) — 1874
- Der Hypnotismus (O hipnotismo) — 1889
- Die sexuelle Frage (A questão sexual) — 1905
- Le monde social des fourmis du globe comparé à celui des hommes (A organização social das formigas do mundo comparada à dos homens) — 1921-1923